# W9
W9 és un canal de televisió generalista francès privat i pertanyent al grup M6, però amb certa vocació musical i d'entreteniment juvenil. Existeix des del 31 de març del 2005, havent-se inaugurat juntament amb l'estrena de les primeres línies de TDT franceses.
El canal neix arran de la decisió del CAC francès (CSA a França) de donar autoritzacions perquè la TDT francesa s'ompli de més canals de televisió. El grup M6 rep una línia amb la qual proposa dos projectes: M6 Famille (consagrat especialment a un públic familiar, d'aquí el nom: M6 Família) i M6 Music (canal essencialment musical). El CAC francès decideix donar llum verda a la segona opció amb el qual s'estrena M6 Music el 31 de març del 2005. Tanmateix, el canal no aconsegueix les audiències esperades i ha de reformar-se. El Grup M6 decideix transformar-lo llavors en un canal juvenil, amb certa orientació musical, però amb molts més programes d'entreteniment per a un públic d'entre uns 15 a 30 anys. El canal passa a anomenar-se W9.

## Vegeu-ne més
- Televisió a Europa